# Шахатуни, Аршо Вагаршакович
Аршо Вагаршакович Шахатуни (арм. Արշավիր Շահխաթունի; 19 февраля 1889, Александрополь, Эриванская губерния, Российская империя — 4 апреля 1957, Париж) — армянский и французский актёр.

## Биография
Сын актёра В. Шахатуняна. После окончания Тифлисского военного училища, поступил на военную службу в Баку. Дебютировал на театральной сцене в Баку в 1905 г. Работал в театральных коллективах Тифлисского армянского драматического общества (Грузия), затем в Бакинском культурном союзе. С 1910 г. выступал в различных театральных труппах в Тифлисе.
В 1913 г. был принят в театральную студию Московского Художественного театра.
В 1913—1914 годах по приглашению Ханжонкова снялся в роли Казбича в фильме «Бэла» (по мотивам произведений Михаила Лермонтова «Герой нашего времени», «Покорение Кавказа», «Ревность», «Буря», «Исмаил-бей» и др.).
Участник Первой мировой войны 1914—1918 годов. В 1914 году был призван из запаса вольноопределяющимся в 118-й запасной пехотный полк. Произведен в офицеры (прапорщик запаса). Упоминался в июне 1916 года в чине прапорщика в числе военнослужащих, представленных «за боевое отличие» к ордену. Участвовал в боевых действиях на Кавказском фронте.
Позже упоминался в чине подпоручика Кавказского 8-го стрелкового полка.
После Октябрьской революции и установления советской власти в 1920 году выехал за границу. Некоторое время жил в Стамбуле, где участвовал в постановках «Армянской драмы», затем переехал в Болгарию, в 1924 году эмигрировал во Францию, жил в Париже, где выступал в армянской драматической труппе, снимался в кино. Амплуа — драматический и трагедийный актёр.
Играл в театре роли: Ромео, Отелло, Гамлета в пьесах Шекспира; Абега («Старые боги» Л. Шанта), Сейрана («Намус» Ширванзаде) и др.
Снимался в кино, в том числе во французском кинематографе, признан одним из  ведущих армянских актёров, создателем новых принципов кинематографа. Снял фильм «Андраник», в котором сыграл главную роль.

## Избранная фильмография
- 1934: Озеро дам / Lac aux dames
- 1934: Леди Ливана
- 1930: Белый дьявол / Der Weiße Teufel — Шамиль
- 1927: Человек с испанского корабля / L’Homme a l’Hispano
- 1927: Наполеон / Napoléon — Поццо ди Борго
- 1926: Мишель Строгов / Michel Strogoff
- 1914: Ревность
- 1914: Беглец — Селим
- 1913: Белла — Казбич